# オッタチカタバミ
オッタチカタバミ（おっ立ち片喰、学名: Oxalis dillenii）は、カタバミ科カタバミ属の多年草。別名、タチカタバミ。

## 形態・生態
多年生草本。カタバミは太い直根を持ち、茎が地表を這って広がるのに対し、本種オッタチカタバミは直根を持たず、地中の地下茎が水平に伸びて、そこから地上茎が立ち上がる。そのため、この和名がある。
葉や花はカタバミに似ており、鮮やかな黄色の5弁花をつける。
環境により、草丈は10 - 50センチメートル (cm) ほどになる。
花径は1 - 1.5 cm。

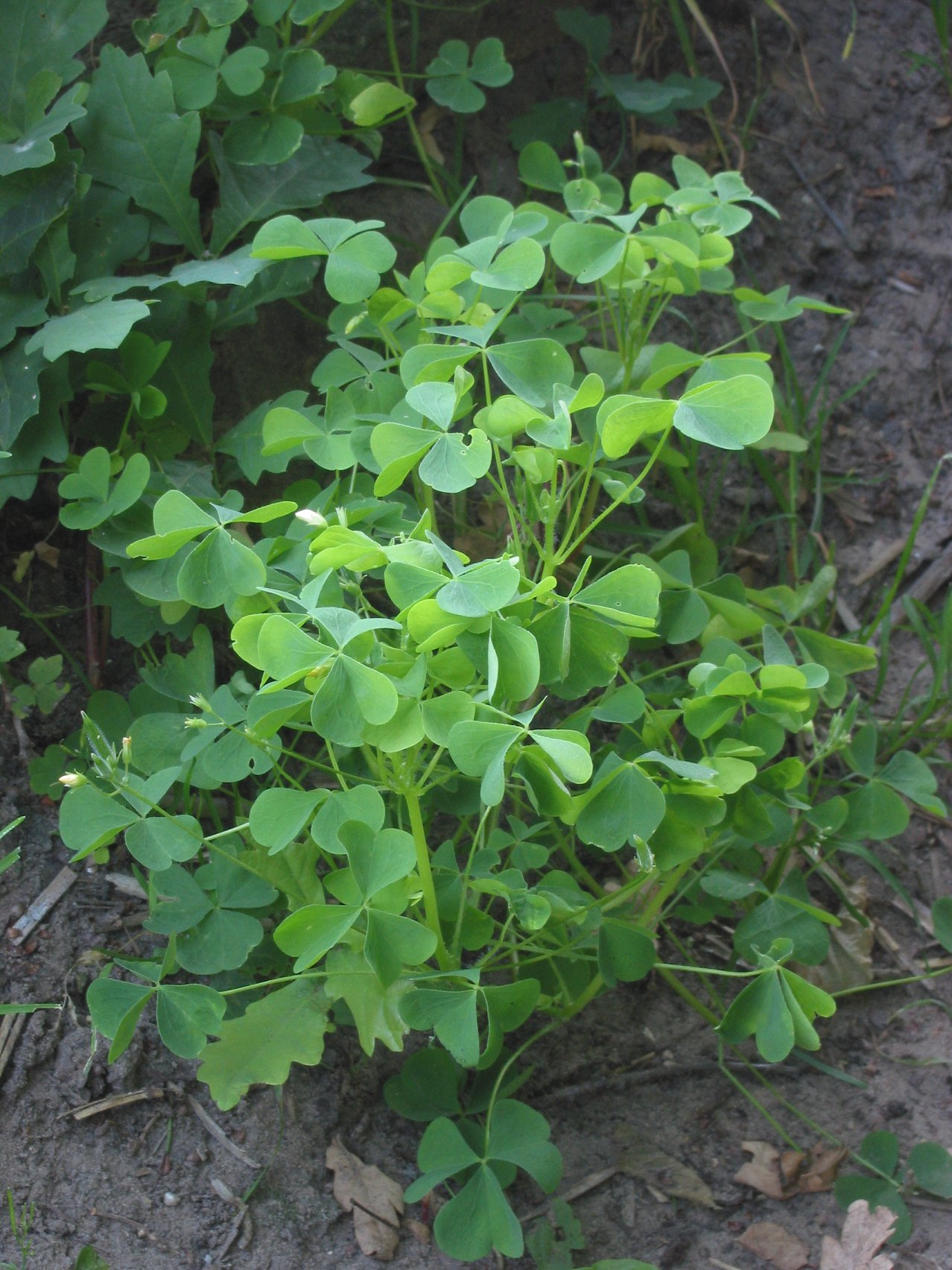
葉
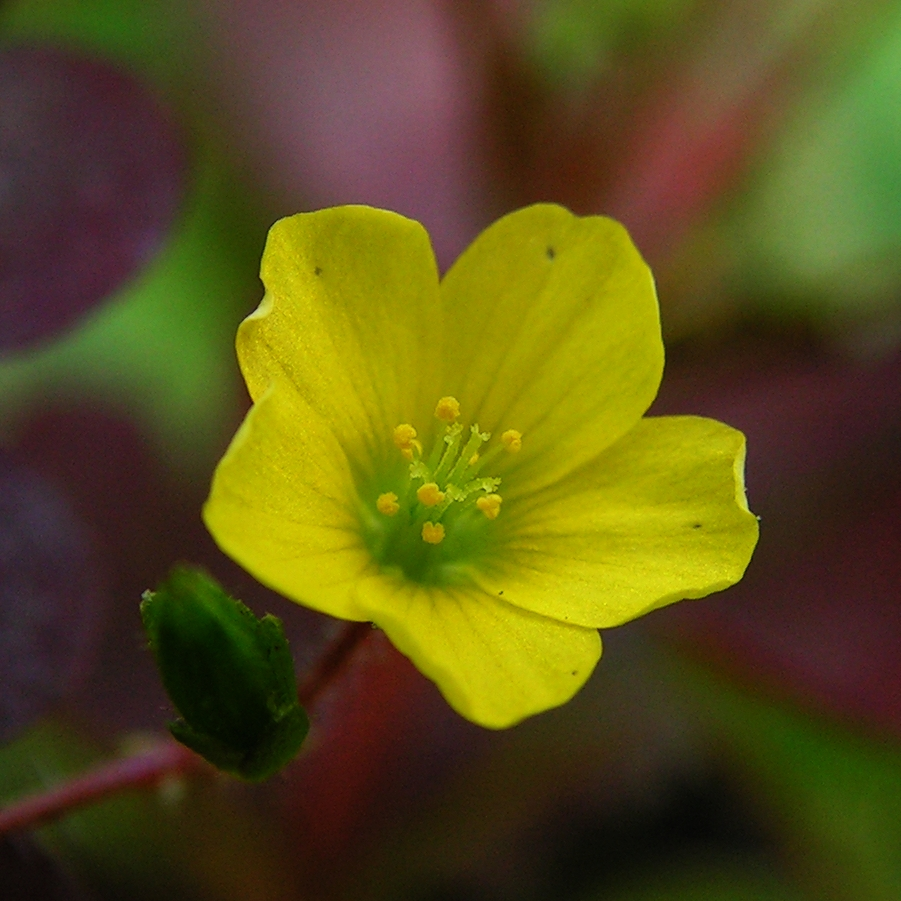
花
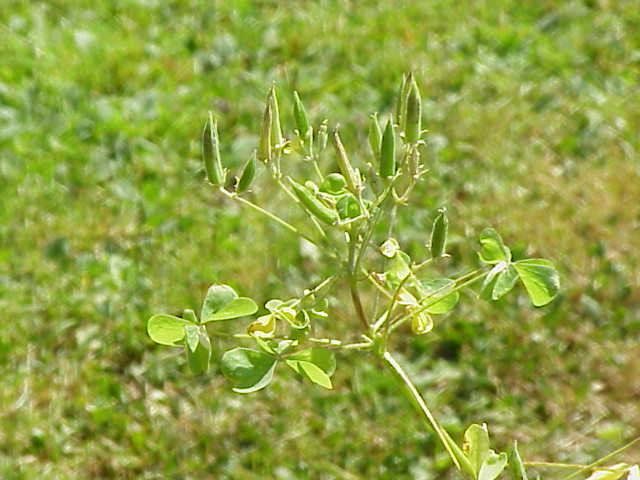
果実

### カタバミとの違い
全体に白い毛が多く、果実の柄が斜めに下がる。カタバミには小さい托葉があるのに対し、オッタチカタバミの托葉ははっきりしない。
時にタチカタバミ（Oxalis corniculata f. erecta）と混同されるが、タチカタバミはカタバミの1品種である。タチカタバミも茎が縦に伸びる。

## 分布・生育地
北アメリカ原産。日本では1965年に京都府で見つかり、急速に分布を広げて帰化植物となり、現在では北海道・本州・四国・九州の各地で見られる。